# José Mora Otero
José Antonio Mora Otero (* 22. November 1897 in Montevideo; † 26. Januar 1975 ebenda) war ein uruguayischer Diplomat, Rechtsanwalt und Politiker.

## Leben
José Mora Otero studierte nach dem Schulbesuch Rechtswissenschaft und Sozialwissenschaften und schloss beide Studiengänge 1925 mit der Promotion ab.
Unmittelbar darauf trat er in den Diplomatischen Dienst und war zunächst Legationssekretär im Außenministerium, ehe er 1926 als Legationsrat Erster Klasse an die Botschaften in Spanien und Portugal versetzt wurde. Im Anschluss wurde er 1928 zuerst Legationsrat Erster Klasse an der Botschaft in Brasilien und dann 1930 an der Botschaft in den Vereinigten Staaten.
Nach seiner Rückkehr nach Uruguay erfolgte 1931 seine Ernennung zum Leiter der Abteilung für Internationale Organisationen und Internationales Recht im Außenministerium und erwarb sich bald den Ruf eines Experten auf dem Gebiet internationaler Konferenzen und Zusammenschlüsse. Bei der Handelskonferenz 1935 in Buenos Aires war er ebenso Generalsekretär der Delegation Uruguays wie bei der 1936 ebenfalls in Buenos Aires stattfindenden Interamerikanischen Friedenskonferenz.
1938 wurde er Stellvertretender Repräsentant beim Völkerbund in Genf und er war in dieser Funktion auch Berater bei den panamerikanischen Außenministerkonferenzen 1939 in Panama-Stadt, 1940 in Havanna sowie 1942 in Buenos Aires. Am 21. Mai 1942 wurde er zum uruguayischen Botschafter in Bolivien ernannt. Zuletzt wurde Mora Otero zeitgleich von 1948 bis 1956 Botschafter in den USA und bei der OAS, dessen Rat er zwischen 1954 und 1955 präsidierte.
Im Anschluss erfolgte am 16. Januar 1956 seine Wahl zunächst für zwei Jahre zum interimsweisen und anschließend für eine zehnjährige Amtsperiode zum dritten Generalsekretär der OAS als Nachfolger des kommissarisch amtierenden Generalsekretärs Wilhelm Manger und behielt dieses Amt bis zum 18. Mai 1967. Nachfolger als Generalsekretär der OAS wurde Galo Plaza Lasso.
Später war er vom 1. April 1971 bis zum 2. Juni 1972 noch Außenminister Uruguays während der Amtszeiten der Präsidenten Jorge Pacheco Areco und Juan María Bordaberry.